# Harald Cerny
Harald Cerny   (Viena, 13 de setembre de 1973) és un exfutbolista austríac de les dècades de 1990 i 2000
Fou 47 cops internacional amb la selecció austríaca amb la qual participà en la Copa del Món de futbol de 1998.
Pel que fa a clubs, defensà els colors de FC Bayern Múnic, Admira Wacker, FC Tirol i TSV 1860 München.